# Alberto Margheritini
Alberto Margheritini, né le 17 septembre 1928, à Rome, en Italie et mort en 2006, à Rome, en Italie, est un ancien joueur de basket-ball italien.

## Palmarès
- 3e des Jeux méditerranéens de 1951